# Chioides catillus
Chioides catillus é uma espécie de inseto pertencente à família Hesperiidae.